# Maria Nagy
Maria Nagy (n. 16 septembrie 1957, Remetea, România) este o cântăreață de limbă maghiară din România. 

## Biografie
În copilărie a învățat să cânte singură la acordeonul primit de la tatăl său.
În 1969 la Casa de Cultură din Remetea, prima oară pe o scenă, cântă folclor și câteva melodii ale Margaretei Pâslaru.
A debutat pe scena unui festival în anul 1976 la Festivalul Muzicii Tinere de la Miercurea Ciuc, ca solist vocal al formației Folk Group 5.
Prima apariție tv s-a concretizat în emisiunea în limba maghiară a TVR (realizator Zoltan Boros) în anul 1977.
În anul 1978, la ediția emisiunii „Antena vă aparține”, realizată de Adrian Păunescu în județul Harghita, a părut tot alături de Folk Group 5. În urma prestației, prin interpretarea a trei piese, dintre care una a Mariei Tănase, Adrian Păunescu a invitat-o să cânte în cenaclul Flacăra.
Urmează cursurile Școlii Populare de Artă din București, la clasa profesoarei Florica Orăscu, colegă de generație cu: Mirabela Dauer, Natalia Guberna, Gabriel Dorobanțu.
În anul 1981 debutează pe scena Teatrului de Revistă „Constantin Tănase”, în spectacolul „Veselie la Tănase”, de H. Nicolaide și George Mihalache.
În urma turneelor prelungite (Polonia, Egipt) decide să părăsească definitiv România și rămâne în Egipt timp de 9 ani, renunțând la LP-ul cu piese compuse de Petre Magdin.
Din anul 1998 se stabilește în Ungaria.  

## Discografie
În anul 1983 lansează un album LP în limba maghiară la Electrecord, Egy Kis Játék (O Mică Joacă).

## Premii[2][1]
Premiul ziarului „Scînteia tineretului” - Festivalul Muzicii Tinere Miercurea-Ciuc - 1976 
Premiul I - Festivalul Muzicii Tinere Miercurea-Ciuc - 1977 
1. 1 2 3  Ioan Vasiu. „MARIA NAGY: "Muzica folk este la modă mai mult ca niciodată"”. UZPR. Accesat în 5 martie 2025.
2. 1 2 3 4 5 6  „Autograf muzical Maria Nagy”. Teatrul de Revistă "Constantin Tănase". Accesat în 5 martie 2025.
3. ↑  Maria Nagy. „Discogs”. Accesat în 5 martie 2025.